# Скип Джеймс
Скип Джеймс (на английски: Skip James) е американски блус музикант – певец, китарист, пианист и автор на песни.
Роден е на 9 юни 1902 година в Бентония, щата Мисисипи, в афроамериканско семейство на контрабандист на алкохол, а по-късно – проповедник. От ранна възраст се учи да свири и, докато работи в строителството, пише първите си песни. През 1931 година записва един албум, който няма търговски успех, поради което прекратява музикалната си кариера. През 1964 година блус ентусиасти го откриват и, след участие на Нюпортския фолклорен фестивал, отново започва да записва, оказвайки значително влияние върху развитието на блус музиката.
Скип Джеймс умира от рак на 3 октомври 1969 година във Филаделфия.